# Castrès
El Castrès (Castrés occità) és un Parçan o comarca d'Occitània situada al Llenguadoc.
La seva vila principal és Castres.
Segons la proposta de divisió territorial d'Occitània del diari Jornalet, basada en l'obra de Frederic Zégierman Le Guide des pays de France, el Castrès estaria ubicat a la regió del Llenguadoc, subregió de l'Albigès.
Oficialment, els municipis del Castrès i de tot l'Albigès estan ubicats en el departament francès del Tarn.